# Ochromyscus brockmani
Ochromyscus brockmani  (Thomas, 1908) è un roditore della famiglia dei Muridi diffuso nell'Africa orientale.

## Descrizione

### Dimensioni
Roditore di piccole dimensioni, con la lunghezza della testa e del corpo tra 93 e 125 mm, la lunghezza della coda tra 115 e 175 mm, la lunghezza del piede tra 18 e 22 mm, la lunghezza delle orecchie tra 14 e 20  mm e un peso fino a 39 g.

### Aspetto
Le parti superiori sono grigio-giallastre chiare, cosparse di peli nerastri in particolare lungo la schiena, mentre le parti ventrali e le labbra sono bianche. I fianchi sono più chiari della schiena. Le orecchie sono praticamente prive di peli e bruno-grigiastre. Il dorso delle zampe è bianco. La coda è molto più lunga della testa e del corpo, marrone sopra, bianca sotto e ricoperta densamente di peli che diventano sempre più lunghi verso l'estremità dove è presente un ciuffo. Ci sono 15-16 anelli di scaglie per centimetro.

## Biologia

### Comportamento
È una specie terricola e notturna.

### Alimentazione
Si nutre di invertebrati e di verdure amidacee.

### Riproduzione
Danno alla luce 6-7 piccoli solitamente tra luglio e settembre.

## Distribuzione e habitat
Questa specie è diffusa nella Repubblica Centrafricana orientale, Sudan sud-occidentale, Sudan del Sud meridionale, Repubblica Democratica del Congo nord-orientale, Uganda settentrionale, Etiopia sud-orientale e centrale, Somalia settentrionale, Kenya occidentale, Tanzania centro-settentrionale e centrale.
Vive nelle aree rocciose all'interno di savane alberate fino a 1.500 metri di altitudine.

## Conservazione
La IUCN Red List, considerato il vasto areale e la locale abbondanza, classifica O.brockmani come specie a rischio minimo (Least Concern).